# کارستن باومن (بازیکن فوتبال، زاده ۱۹۴۶)
کارستن باومن (انگلیسی: Carsten Baumann؛ زادهٔ ۷ اکتبر ۱۹۴۶) بازیکن فوتبال اهل آلمان است.
از باشگاه‌هایی که در آن بازی کرده‌است می‌توان به باشگاه ورزشی وردر برمن اشاره کرد.